# Lucius Volcacius Tullus (consul en -33)
Pour les articles homonymes, voir Lucius Volcacius Tullus.
Lucius Volcacius Tullus est un homme politique de la fin de la République romaine. Il est consul en 33 av. J.-C.

## Famille
Il est le fils de Lucius Volcacius Tullus, consul en 66 av. J.-C.

## Biographie
En 46 av. J.-C., il est préteur urbain,.
L'année suivante, il se voit allouer la Cilicie en tant que gouverneur proprétorien. Il y reste jusqu'en 44 av. J.-C. Sa décision de ne pas donner de l'aide au césarien Caius Antistius Vetus, le gouverneur de Syrie, permet à Quintus Caecilius Bassus, l'ancien gouverneur de la province syrienne et opposant de Jules César, de tenir face à Antistius jusqu'à ce que les Parthes viennent à son secours.
En 33 av. J.-C., il devient consul aux côtés d'Octavien.
Il est plus tard proconsul d'Asie, en 28-27 ou 27-26 av. J.-C.